# Aghagallon
Aghagallon (en irlandais, Achadh Gallan, champ de la pierre levée)est un village et une paroisse civile du comté d’Antrim, en Irlande du Nord. 
La localité se trouve à environ cinq kilomètres au nord-est de Lurgan et comptait une population de 824 habitants au recensement de 2001.

## Personnalités locales
Ont vécu ou sont liés à la localité :
- Breandán Mac Cionnaith (1950 -), républicain activiste irlandais ;
- Marc Wilson (1987 -), footballeur ;
- Shayne Lavery (1998 -), footballeur ;
- Fionnuala Ross (1990 -), marathonienne[2].